# Васильєвка (Мелеузівський район)
Васи́льєвка (рос. Васильевка, башк. Васильевка) — село у складі Мелеузівського району Башкортостану, Росія. Входить до складу Партизанської сільської ради.
Населення — 290 осіб (2010; 324 в 2002).
Національний склад:
- росіяни — 70%

## Видатні уродженці
- Кочетков Степан Михайлович — Герой Радянського Союзу.